# Salvador Salitjes i Formiga
Salvador Salitjes i Formiga (Mataró, 9 de juliol de 1913 - agost de 1994) fou un pedagog, humanista, llatinista i sacerdot membre de l'orde de l'Escola Pia.

## Biografia
Es formà a les Escoles Pies de Santa Anna de la seva ciutat natal. Decidí ser escolapi cursant els corresponents estudis i llicenciant-se en teologia, el 1936, a la Universitat Gregoriana de Roma.
Retornà durant a Guerra Civil espanyola al seminari escolapi d'Iratxe a Navarra, on exercí de professor fins que fou cridat a fer de capellà castrense. Acabada la guerra s'integra al Col·legi de Nostra Senyora a Barcelona on ensenya llatí, grec i alemany entre 1939 i 1947. Amb joves alumnes d'aquell col·legi, el 1940, inicia una tasca de catequesi i escolarització dels infants al suburbi de barraques de la Mina Pequin. D'aquí va sorgir la petita escola gratuïta Pius XII de la Mina que revivia l'esperit dels inicis fundacionals dels escolapis.
Es dedicà a l'estudi de la cultura i les llengües clàssiques, especialment de l'obra de Gai Valeri Catul sobre el qual, el 1955, fou convidat a parlar al curs d'estiu de la Universitat Pontifícia de Salamanca. On també exposà l'obra llatina de Tomàs Viñas.
És nomenat, el 1952 rector del col·legi de Mataró. Fundà la Beca Germà Francesc Roca en memòria de l'apreciat parvulista que fou del col·legi mataroní.
Impulsà la creació de l'Associació d'Antics Alumnes, una entitat de referència en l'àmbit local i un dels nuclis de resiliència de la cultura i llengua catalanes al Mataró de l'època franquista. Entre els assistents a l'assemblea de novembre de 1953 hi era present Josep Puig i Cadafalch. Durant el seu rectorat impulsà la celebració, el 1953, dels cinquanta anys de la mort del poeta Jacint Verdaguer amb un acte a Santa Anna amb la intervenció d'Esteve Albert i Antoni Comas.
Marxà després a Vilanova i la Geltrú, per viatjar més tard a Cuba on fou rector del col·legi de l'Havana entre 1955 i 1961.Retornà a Catalunya per posar-se de nou al cap d'avant del col·legi mataroní fins a 1964. On organitza la commemoració del 225 aniversari del centre, ja que el bicentenari no se celebrà per causa de la guerra.
El 1964 esdevingué assistent provincial i entre 1967 i 1970 fou provincial de les Escoles Pies de Catalunya. Des d'aquesta responsabilitat impulsà la nova escola de Moià, i els nous col·legis de Granollers i Sitges. Fomentà els estudis i titulacions universitàries dels religiosos, visità la missió escolàpia del Senegal. També viatjà a totes les demarcacions de la seva responsabilitat: Mèxic, Califòrnia i Cuba.
El 1968, sent pare provincial, creà a Moià el Museu Escolapi Provincial embrió de l'Arxiu de l' Escola Pia de Catalunya.
El pensament de Salvador Salitjes sobre la missió i el sentit de l'Escola Pia i dels escolapis es aplegat a l'extensa carta de comiat, de cinquanta- quatre pàgines que adreçà als seus religiosos el 1970, a la fi del seu període com a provincial.

## Obra
- SALITJES i FORMIGA, Salvador, Un gran humanista mataronés, el rvdmo. padre Tomás Viñas Sala, escolapio. Mataró : Casa de Cultura de la Caixa d'Estalvis i Mont de Pietat de Mataró, 1953.